# Envenenamiento de un catalizador
El envenenamiento de catalizador o catalizador envenenado se refiere a que un catalizador puede ser, o considerarse, envenenado si éste reacciona con otro compuesto que se vincula químicamente (similar a un inhibidor) pero no libera o cambia, químicamente, al catalizador. Esto con eficacia reduce la utilidad del catalizador, es decir el número de sitios activos; como éste no puede participar en la reacción con la cual se suponía para catalizar, entonces se inhibe en términos químicos. No obstante, existen sustancias que pueden limitar o revertir tal condición de envenenamiento.
Ejemplos
Un ejemplo puede ser el catalizador de níquel Raney, que ha reducido la actividad cuando está en la combinación con el acero suave. La pérdida en la actividad de catalizador puede ser vencida (teniendo un forro de epóxico u otras sustancias).
El envenenamiento de los catalizadores de paladio y platino ha sido extensivamente investigado. Por regla general, el platino (como el catalizador de Adán, fino dividido sobre el carbón) es menos susceptible. Venenos comunes para estos dos metales son de azufre y heterociclos de nitrógeno como piridina y quinolina.